# Samur (ort i Azerbajdzjan, Qusar)
Samur (ryska: Самур) är en ort i Azerbajdzjan.   Den ligger i distriktet Qusar Rayonu, i den nordöstra delen av landet, 190 km nordväst om huvudstaden Baku. Samur ligger 307 meter över havet och antalet invånare är 1 760.
Terrängen runt Samur är huvudsakligen platt, men åt nordväst är den kuperad. Närmaste större samhälle är Yalama, 18,4 km nordost om Samur.
Trakten runt Samur består till största delen av jordbruksmark. Runt Samur är det ganska glesbefolkat, med 48 invånare per kvadratkilometer.